# Vantuir
Vantuir Galdino Ramos, detto Vantuir (Belo Horizonte, 16 novembre 1949), è un ex calciatore brasiliano.

## Caratteristiche tecniche
Giocava come difensore centrale.

## Carriera

### Club
Giocò dal 1969 al 1974 nell'Atlético Mineiro, vincendo il Campionato Mineiro nel 1970 e aggiudicandosi la Bola de Prata nel 1971; lasciata la squadra di Belo Horizonte per il Flamengo, tornò presto al club di partenza, giocandovi per altri quattro anni, dal 1975 al 1978. Giocò poi con Grêmio, América e Rio Branco-ES, con cui chiuse la carriera nel 1984.

### Nazionale
Con la Nazionale di calcio del Brasile giocò 7 partite dal 1972 al 1975.

## Palmarès

### Club

#### Competizioni statali
- Campionato Mineiro: 3

Atlético-MG: 1970, 1976, 1978
- Campionato Gaúcho: 3

Grêmio: 1979, 1980

#### Competizioni nazionali
- Campionato brasiliano: 2

Grêmio: 1981

### Nazionale
- Coppa d'Indipendenza Brasiliana: 1

1972

### Individuale
- Bola de Prata: 1

1971